# Sylvia Gosse

Harold Gilman: Sylvia Gosse, um 1913, 61 × 51 Zentimeter, Öl auf Leinwand

Laura Sylvia Gosse (* 14. Februar 1881 in London; † 5. Juni 1968 in Hastings) war eine post-impressionistische britische Malerin und Grafikerin.

## Leben
Sylvia Gosse wurde im Februar 1881 in London geboren. Sie stammte aus einer Familie von Künstlern und Literaten: Ihr Vater war der Literaturhistoriker und -kritiker Edmund Gosse (1849–1928) und ihre Mutter die Malerin Nellie Gosse, geb. Epps (1850–1929). Mütterlicherseits war das Malerehepaar Laura und Lawrence Alma-Tadema Tante und Onkel, wobei Sylvias erster Vorname „Laura“ von ihren Eltern in Bezug auf ihre Tante gewählt worden war. Schon früh begann sich Gosse daher, selbst für eine Laufbahn in den Künsten zu interessieren. Mit 13 Jahren begann sie zunächst, eine Schule in Frankreich zu besuchen, bevor sie nach ihrem Schulabschluss ein Kunststudium an der St John’s Wood Art School begann. Von 1903 bis 1906 setzte sie ihr Studium an der Kunsthochschule der Royal Academy of Arts fort. Zwei Jahre später traf sie den Maler Walter Sickert, an dessen Abendklassen am Westminster Technical Institute sie teilzunehmen begann. 1909 und 1910 erhielt sie weiteren Unterricht von Sickert in der Kunst der Radierung an dessen privater Kunstschule, die sie von 1910 bis 1914 als Co-Direktorin mit leitete. In dieser Funktion gab sie Unterricht in Anfängerkursen und kontrollierte die praktische und finanzielle Organisation der Schule.
Parallel stellte Gosse ab 1909 regelmäßig ihre Werke aus, unter anderem bei der Allied Artists Association und dem New English Art Club. Über Sickert kam sie derweil immer stärker in Kontakt mit den postimpressionistischen Künstlerkreisen in Camden Town, denen auch Sickert angehörte. Wenngleich sie nie zu den Führungsfiguren jener Kreise gehörte, war sie bald klar in deren Umfeld zu verorten. Neben Sickert stand sie so beispielsweise auch in engem Austausch mit Harold Gilman, einem weiteren Maler jener Kreise. 1913 spendete sie eine Reihe von Gemälden aus den Kreisen von Camden Town an die Johannesburg Art Gallery. Wenngleich nie offizielles Mitglied der Fitzroy Street Group oder der Camden Town Group, war sie 1913 dennoch in der Ausstellung The Camden Town Group in der Brighton Art Gallery vertreten, die den Startschuss für eine größere Künstlergruppe namens The London Group gab. Gosse wurde 1914 offizielles Mitglied dieser Gruppe, an deren Ausstellungen sie sich beteiligte und deren Stil sie mittrug, an deren anderweitigen Veranstaltungen sie aber nur selten teilnahm. Dies lag begründet in Gosses grundsätzlich introvertierter Natur: Persönliche Freundschaften führte sie nur mit wenigen anderen Künstlern neben Sickert, darunter Walter Taylor und Spencer Gore. Wenngleich die London Group als avantgardistische Alternative zu der als konservativ empfundenen Royal Academy of Arts auftrat, stellte Gosse auch dort zwischen 1912 und 1948 insgesamt 14 Gemälde aus. Ihre erste Einzelausstellung hatte sie 1913 in der Londoner Carfax Gallery; diverse weitere Einzelausstellungen in verschiedensten Institutionen des Londoner Kunstbetriebs folgten in den nächsten Jahren und Jahrzehnten. 1917 wurde sie als assoziiertes Mitglied und 1926 als vollwertiges Mitglied in die Royal Society of Painter-Etchers and Engravers und 1928 als assoziiertes Mitglied in die Royal Society of British Artists aufgenommen.
Gosse blieb stets eng verbunden mit Sickert. Zunächst übernahm sie die Pflege von dessen kränkelnder zweiter Ehefrau, die 1920 verstarb. Danach kümmerte sie sich auch um Sickert selbst. Teile der 1920er Jahre verbrachte sie in der französischen Stadt Dieppe, wo sie für zwei Jahre mit Sickert und seiner Ehefrau lebte. Für Gosse war diese Zeit sehr produktiv und diverse ihrer Gemälde entstanden vor Ort oder auf Basis ihrer dortigen Erlebnisse. 1934 initiierte sie eine Spendensammlung für Sickert, damit dieser ohne finanzielle Sorgen sein künstlerisches Werk fortsetzen konnte. Zudem erwarb sie mit dem gleichen Ziel anonym einige seiner Gemälde. In den Jahren vor Sickerts Tod 1942 kümmerte sie sich zudem gemeinsam mit dessen dritter Ehefrau, der Malerin Thérèse Lessore, um ihn. Das enge Verhältnis zu Sickert verschaffte Gosse den Ruf einer Lieblingsschülerin und führte zu Gerüchten, dass sie auch romantisch an Sickert interessiert sei, wenngleich dafür keine Belege existieren. Stattdessen war Gosse darin bestrebt, ihr Leben vollständig der Kunst zu widmen, worin sie ihrer Meinung nach von einer Hochzeit beschränkt worden wäre. Eine ähnliche Lebensauffassung hatte einst auch ihre Mutter gehabt, ehe sie dem Werben von Edmund Gosse nach langer Ablehnung zugestimmt hatte.
Gosse war hauptsächlich in der Genremalerei aktiv, produzierte aber auch einige Landschaften und Stillleben sowie Grafiken. Stilistisch verfolgte sie den Post-Impressionismus Sickerts weiter, von dem sie auch in Hinblick auf Motive und Arbeitsweise lernte. Wie Sickert machte Gosse in den meisten Fällen zunächst grobe Skizzen, die sie in ihrem Atelier weiter verarbeitete und auf deren Basis sie dann vorsichtig komponierte Gemälde anfertigte. Wie Sickert malte sie auch oftmals Szenen aus dem Arbeitsleben Londons. Dennoch emanzipierte sich Gosse auch in einigen Belangen von Sickert. So nutzte Gosse ab 1930 auch Fotografien als Vorlagen für eine Reihe von Gemälde mit dokumentarischen Ambitionen, darunter Madrid Crowd (1931). Diese Technik wurde erst danach auch von Sickert genutzt. Gosses fotografiebasierte Werke zeigen zugleich auch eine stärkere politische Konnotation als bei Sickert. Anders als Sickert konzentrierte sie sich in vielen Werken auch auf die Lebensrealität arbeitender Frauen. 1951 zog Gosse von London nach Ore, einem Vorort von Hastings in East Sussex, und gründete dort ein eigenes Studio. In dieser Zeit unternahm sie regelmäßig Reisen nach Kontinentaleuropa. Ihr Spätwerk zeigt ein perfektioniertes Kompositionsvermögen und technisches Vorgehen und besteht unter anderem aus einer Reihe von Genregemälden und Charakterstudien, in denen sie sich stilistisch zunehmend von Sickert entfernte. 1961 musste sie durch ein sich verschlechterndes Sehvermögen die Malerei aufgeben. Sie starb sieben Jahre später im Sommer 1968 in Hastings. 1975 publizierte ihre Freundin Kathleen Fisher eine interviewbasierte Biografie von Gosse, die auch ein umfangreiches Verzeichnis ihrer Werke enthält, die heute verstreut in diversen britischen Museen zu finden sind. Die Hastings Museum and Art Gallery zeigte 1978 eine Retrospektive.